# André Joyal (Mathematiker)

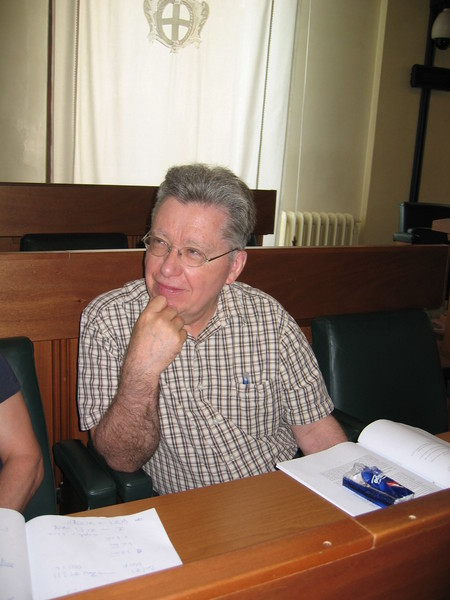
André Joyal (2007)

André Joyal (* 1943 in Drummondville) ist ein kanadischer Mathematiker. Er befasst sich mit Kategorientheorie und Topostheorie und deren Anwendung in Algebra, Logik, Kombinatorik, Topologie (Homotopietheorie).
Joyal ist Professor an der Université du Québec à Montréal (UQAM).
Er wandte die Kategorientheorie unter anderem auf kombinatorische Spiele nach John Horton Conway und Kombinatorik (Behandlung Erzeugender Funktionen in der Combinatorial Species Theorie) an und gilt als Entdecker der nach ihm und Saul Kripke benannten Kripke-Joyal-Semantik.
Joyal entwickelte über mehrere Jahrzehnte die Theorie der 1973 von J. M. Boardman und Rainer Vogt eingeführten Quasi-Kategorien.
Ende der 1970er Jahre entwickelte er eine Verallgemeinerung der Galoistheorie von Alexander Grothendieck mit Myles Tierney, veröffentlicht 1984 in den Memoirs der American Mathematical Society.
Mit Ross Street befasste er sich in den 1980er und 1990er Jahren mit Kategorien mit Tensorprodukten, Zopfgruppen (Braid) und Quantengruppen-Strukturen, motiviert durch Anwendungen in mathematischer Physik.
In den 1980er Jahren entwickelte er eine Homotopietheorie (vom Typ der Modellkategorien von Daniel Quillen) auf simplizialen Mengen (Joyal-Modellstruktur oder Modellstruktur auf Quasikategorien).
Er ist seit 1993 Fellow der Royal Society of Canada. Für 2022 wurde Joyal der Jeffery-Williams-Preis zugesprochen.

## Schriften
- mit Myles Tierney: An extension of the Galois theory of Grothendieck, American Mathematical Society 1984
- mit Ieke Moerdijk: Algebraic set theory, London Mathematical Society Lecture Note Series 220, Cambridge University Press 1995
- mit Ross Street: Braided tensor categories. Adv. Math. 102 (1993), no. 1, 20–78.